# アコースティック・エイドリアン・ブリュー
『アコースティック・エイドリアン・ブリュー』（原題：The Acoustic Adrian Belew）は、アメリカ合衆国のミュージシャン、エイドリアン・ブリューが1993年に発表したアルバム。アコースティック・ギター弾き語りによる作品である。ブリューの自主レーベル「エイドリアン・ブリュー・プレゼンツ」から発売された。

## 解説
過去のソロ・アルバムで発表された曲のセルフ・カヴァーが中心だが、ビートルズのカヴァー「恋におちたら」、ロイ・オービソンのカヴァー「クライング」、キング・クリムゾン名義で発表した「待ってください」のセルフ・カヴァーも含まれている。また、「ピース・オン・アース」、「バーンド・バイ・ザ・ファイアー・ウィ・メイク」、「ドリーム・ライフ」は1994年発表のスタジオ・アルバム『ヒア』にも収録された。「マーサ・アドアード」は、「ドリーム・ライフ」を逆回転した曲である。
1995年5月19日には、キャニオン・インターナショナルからボーナス・トラック2曲を含む日本盤CDが発売された。
マーク・アレンダーはオールミュージックにおいて5点満点中4点を付け、セルフ・カヴァー曲に関しては「新しい生命の吹き込まれた"The Man in the Moon"や"The Rail Song"といった曲を聴くと、新鮮味が感じられる」、「マーサ・アドアード」に関しては「予想を超える、驚くほど美しい曲」と評している。

## 収録曲
特記なき楽曲はエイドリアン・ブリュー作。11.と12.は日本盤ボーナス・トラック。
1. ローン・ライノサラス - "The Lone Rhinoceros" - 2:37
2. ピース・オン・アース - "Peace on Earth" - 2:49
3. ザ・マン・イン・ザ・ムーン - "The Man in the Moon" - 2:12
4. 汽車の歌 - "The Rail Song" - 3:42
5. 恋におちたら - "If I Fell" (John Lennon, Paul McCartney) - 2:18
6. バーンド・バイ・ザ・ファイアー・ウィ・メイク - "Burned by the Fire We Make" - 2:50
7. 待ってください - "Matte Kudasai" (Adrian Belew, Bill Bruford, Robert Fripp, Tony Levin) - 2:18
8. ドリーム・ライフ - "Dream Life" - 2:19
9. オールド・ファット・キャデラック - "Old Fat Cadillac" - 3:13
10. クライング - "Crying" (Roy Orbison, Joe Melson) - 2:39
11. ヤング・ライオンズ - "Young Lions" - 2:44
12. メン・イン・ヘリコプターズ - "Men in Helicopters" - 3:28
13. マーサ・アドアード - "Martha Adored" - 2:20